# Хімічне забруднення України
Хімі́чне забру́днення Украї́ни — комплексне дослідження забруднень, здійснене авторами[недоступне посилання], на основі якого робляться висновки по актуальному стану екології регіонів України.
Численні наукові дослідження присвячені вивченню регіональних особливостей ксенобіотичного забруднення довкілля в Україні. Проте майже всі вони дають оцінку екологічного стану лише окремих невеликих територій нашої держави — деяких областей, міст, сільських районів. Поряд з цим дотепер немає інтегральної оцінки стану основних об'єктів навколишнього середовища (повітряний басейн, питна вода, ґрунт, продукти харчування) в масштабі усієї України.

## Матеріали та методи дослідження
Для загальної оцінки стану забруднення навколишнього середовища та ступеня техногенного навантаження на нього були вивчені у 25 областях України за 17-річними даними (1989–2005 рр.) обласних санітарно-епідеміологічних станцій і Держкомгідромету рівні, динаміка і структура валових атмосферних викидів шкідливих речовин.
Поряд з цим був проведений аналіз результатів довгострокового (1989–2005 рр.) моніторингу Держкомгідромету, санепідслужби, регіональних відділень Мінекобезпеки за станом повітря, води і ґрунтів у 10 областях та їх обласних центрах, розташованих у всіх природно-ландшафтних зонах України: Житомир, Чернігів (Північний регіон), Львів, Луцьк (Західний регіон), Вінниця, Черкаси (Центральний регіон), Донецьк, Харків (Східний регіон), Одеса, Херсон (Південний регіон).

## Стан забруднення за компонентами

### повітряний басейн
Гігієнічна оцінка забруднення атмосферного повітря проводилась за такими показниками:
1. питомий валовий викид речовин і його середні значення за окремі періоди часу (т/км²);
2. середньорічні концентрації шкідливих речовин, розраховані на основі середньодобових та середньомісячних концентрацій (у мг/м³ та у нг/м³ — для 3,4 бензпірену);
3. сумарний показник забруднення (СПЗ) сумішшю речовин (в умовних одиницях — ум. од.);
4. рівень (ступінь) небезпеки повітряного басейну для здоров'я людини.

При цьому аналізувалися концентрації в атмосферному повітрі населених місць наступних сполук: завислих речовин (хімічно активного багатокомпонентного пилу), діоксиду азоту, діоксиду сірки, оксиду вуглецю, аміаку, фенолу, формальдегіду, флуористого водню, сажі і 3,4 бензпірену. Усього було проаналізовано близько 57000 проб атмосферного повітря.
Ступінь небезпеки повітря для здоров'я населення інтегрально оцінювався за сумарним показником забруднення, виходячи з наступної шкали: безпечний, слабко небезпечний, помірно небезпечний, небезпечний, дуже небезпечний.
Безпечним вважався ступінь забруднення атмосферного повітря, якщо СПЗ не перевищував 500,0 умовних одиниць (для 10 ксенобіотиків), при тому, що середньорічна концентрація жодного з забруднювачів повітряного басейну не була вищою за відповідну середньодобову гранично допустиму концентрацію (ГДК); слабко небезпечним — при значенні СПЗ не більше 500,0 та кратності перевищення ГДК 1,0-1,5; помірно небезпечним — у випадку значення СПЗ від 500,0 до 1000,0 та кратності перевищення ГДК 1,5-2,0; небезпечним — відповідно 1 000,0—1 500,0 та 2,0—2,5 і дуже небезпечним — при СПЗ > 1500,0 та кратності перевищення ГДК > 3.
Оцінка якості повітряного середовища проводилася відповідно до вимог «Державних санітарних правил охорони атмосферного повітря населених місць від забруднення хімічними і біологічними речовинами» ДСП-201-97 від 9 червня 1997 р.

### питна вода
Якість питної води оцінювалась за хімічним складом, мінералізацією і загальною твердістю відповідно до вимог ДСанПіН «Вода питна. Гігієнічні вимоги до якості води централізованого господарсько-питного водопостачання» (1996 р.). У питній воді за стандартними методиками визначалися: загальна твердість, мінералізація (сухий залишок), хлориди, сульфати: кальцій, магній, свинець, мідь, нікель, цинк, хром, марганець, нітрати та пестициди. Усього було проаналізовано понад 46 700 проб питної води.

### ґрунт
Забруднення ґрунту оцінювалось за вмістом в ньому міді, марганцю, цинку, хрому, свинцю, нікелю, молібдену, кобальту, берилію, а також залишкових кількостей пестицидів. Для визначення в ґрунті концентрацій хімічних елементів використовувався напівкількісний спектральний аналіз відповідно до рекомендацій Міністерства охорони здоров'я СРСР «Спектральне визначення важких металів у біологічних матеріалах і об'єктах навколишнього середовища» (м. Москва, 1986 р.). Всього було проаналізовано близько 4 480 проб ґрунту.
Рівень небезпеки ґрунту для здоров'я людини оцінювався за показником сумарного забруднення (Zc), який визначався за методикою Є. І. Гончарука.

### продукти харчування
У харчових продуктах (м'ясних, молочних, хлібобулочних, картоплі, овочах, баштанних і фруктах), вироблених з місцевої сировини, вивчався вміст важких металів, нітратів і пестицидів за загальноприйнятими методиками санітарно-гігієнічних лабораторій установ Держсаннагляду. Дослідженнями було охоплено близько 12 600 проб продуктів харчування з десяти областей України.

## Результати дослідження та їх обговорення
Результати проведених досліджень показали, що найзабрудненішим є атмосферне повітря населених місць Східного і Південного регіонів України. Про це переконливо свідчить низка найвищих (p<0,05) значень показників рівня антропогенного забруднення повітряного басейну: максимальний питомий валовий викид шкідливих речовин в атмосферу (24,5-58,2 т/км²/рік), найбільша частка аналізів атмосферного повітря з перевищенням ГДК (36,3-59,8%), найвищі середньорічні концентрації ксенобіотиків у повітряному басейні (завислі речовини: 1,3-3,3 ГДК, діоксид сірки: 0,4-0,7 ГДК, діоксид азоту: 1,7-2,8 ГДК, оксид вуглецю: 0,7-0,9 ГДК, фенол: 1,2-2,2 ГДК, аміак: 1,4-2,6 ГДК, формальдегід: 1,3-4,2 ГДК, флуористий водень: 1,1-2,1 ГДК, сажа: 1,2-3,7 ГДК, 3,4 бензпірен: 2,5-12,3 ГДК), максимальний сумарний показник забруднення атмосферного повітря (1410,3-3209,5 ум.од.). Рівень небезпеки повітряного басейну для здоров'я людини оцінюється в цих регіонах як небезпечний та дуже небезпечний.
Найменш забруднене атмосферне повітря населених місць Північного регіону, де зареєстровані найнижчі (p<0,05) значення питомого викиду шкідливих речовин в атмосферу (11,6 т/км²/рік), сумарного показника забруднення повітряного басейну (190,2-280,3 ум.од.) та частки аналізів з перевищенням ГДК (4,9-5,4%), середньорічні атмосферні концентрації усіх проаналізованих ксенобіотиків відповідають гігієнічним вимогам, а рівень небезпеки повітряного басейну для здоров'я людини оцінюється як безпечний.
Встановлено, що мешканці південних і східних областей України використовують для господарсько-питних потреб надмірно мінералізовану (1,5-3,8 ГДК), занадто тверду (1,8-4,8 ГДК) воду зі значною кількістю хлоридів (0,9-1,5 ГДК), сульфатів (1,3-3,8 ГДК), кальцію (1,5-2,2 ГДК) та магнію (0,9-1,7 ГДК), яка містить свинець, хром і марганець у концентраціях, що знаходяться на рівні або вище за ГДК. Частка аналізів хімічного складу води з перевищенням гігієнічних регламентів становить: по важких металах — 12,1-19,7%, по пестицидах — 7,9-14,3%, по нітратах — 4,6-8,2%. Гігієнічний аналіз показав, що найменш якісну і найнебезпечнішу для здоров'я воду споживають жителі тих областей (Донецька, Одеська), де є поєднання природних гідрохімічних аномалій з високим ступенем антропогенного забруднення вододжерел. Найякісніша питна вода, безпечна за хімічним складом, характерна для територій Північного, Західного і Центрального регіонів України з низьким рівнем антропопресії і оптимальним природним вмістом мінеральних речовин.
Найвищі (p<0,05) концентрації важких металів зафіксовані в ґрунтах Східного і Південного регіонів України, де вони суттєво перевищують гігієнічні регламенти: по свинцю — у 2,5—3,6 разів, по цинку — в 1,9—2,8 разів, по нікелю — у 1,5-2,0 раза, по марганцю — в 1,2-1,3 раза. Сумарний показник хімічного забруднення ґрунтів на цих територіях коливається від 78,6 до 123,6, що відповідає небезпечному для здоров'я населення рівню.
Найменший (припустимий) рівень небезпеки ґрунтів для здоров'я населення встановлений у деяких областях Північного (Житомирська, Чернігівська) і Західного (Волинська) регіонів (Zc=8,0-10,4). Вміст усіх досліджених металів у ґрунтах цих територій не перевищує встановлених нормативів.
Гігієнічна характеристика стану хімічного забруднення харчових продуктів, вироблених з місцевої сировини, дозволила встановити певні регіональні особливості. Найвищий рівень їх контамінації важкими металами (12,9-15,6% аналізів з перевищенням регламентів) та пестицидами (8,5-15,8%) відзначений у Східному і Південному регіонах, в той час як нітратами — у Західному, Північному і Центральному (9,0-12,8%).

### Розподілу жителів за екологічними умовами проживання
Узагальнюючи результати гігієнічної оцінки мешкання населення в різних регіонах нашої держави, необхідно доповнити їх підсумками дослідження щодо розподілу жителів за екологічними умовами проживання.
Аналіз результатів дослідження показав, що в сприятливих екологічних умовах мешкає меншість населення України (в цілому не більше 15%). Значно вища частка осіб, які проживають в найменш сприятливих (напружених) умовах навколишнього середовища — приблизно 20%. Решта населення нашої держави мешкає в умовах довкілля, які умовно можна охарактеризувати як задовільні та погіршені.
Однак екологічні умови проживання суттєво розрізняються і в межах окремих регіонів України.
Найвища (p<0,05) частка населення, що мешкає в сприятливих умовах довкілля, тобто там, де рівень забруднення будь-яким ксенобіотиком не перевищує 80% від гігієнічного нормативу, відмічається в Західному, Північному і Центральному регіонах (25,3-39,6%), а найнижча (p<0,05) — у Східному (4,2%) та Південному (6,4%). У задовільних умовах навколишнього середовища (коливання рівнів антропогенного забруднення на рівні, але не вище ГДК) проживає переважна більшість мешканців центральних та західних областей (55,6-61,7%) і майже половина жителів Північного регіону (49,4%), в той час як у південних і особливо східних областях цей показник нижчий у 3—6 разів (16,8% і 10,1% відповідно). На противагу, більшість (54,3-62,0%) населення Східного і Південного регіонів мешкає у погіршених умовах довкілля (рівні ксенобіотичного забруднення перевищують регламенти від 1,1 до 2,0 разів), тоді як в аналогічних умовах у решті регіонів нашої країни проживає лише 3,5-12,7% мешканців. Нарешті, в найнебезпечніших для здоров'я напружених умовах довкілля (рівні хімічного забруднення вищі 2,0 ГДК) мешкає значна частка населення східних і південних областей України (14,8-31,4%), в той час як в подібних умовах навколишнього середовища у решті областей проживає досить незначна частина мешканців (1,3-4,5%).
Для підтвердження встановлених закономірностей та визначення територій України, пріоритетних за фактором сумарного забруднення довкілля, був здійснений медико-картографічний аналіз.
Одна південна (Одеська) і чотири східні (Запорізька, Донецька, Дніпропетровська, Харківська) області. Від 74,2% до 92,3% їх населення мешкає в несприятливих екологічних умовах. Саме тому ці території можна вважати районами найбільшого ризику виникнення серед населення патологічних станів і хвороб, пов'язаних з дією шкідливих факторів навколишнього середовища.

## Висновки
Встановлено, що абсолютна більшість населення (82,8—95,2%) Північного, Західного і Центрального регіонів мешкає у сприятливих та задовільних, тобто практично безпечних для здоров'я умовах довкілля. Одночасно переважна більшість мешканців Східного і Південного регіонів України (76,8-85,7%) постійно проживає в погіршених та напружених екологічних умовах, які можуть становити небезпеку для їх здоров'я.